# Europoles
Die FUCHS Europoles GmbH ist ein Unternehmen in Neumarkt in der Oberpfalz, Bayern. Produziert werden Masten, Stützen, Türme und Trägersysteme aus Stahl, Schleuderbeton und glasfaserverstärktem Kunststoff  in Standard- und Sonderausführungen.

## Geschichte
1894 gründete Gustav Adolf Pfleiderer eine Holzhandlung und Flößerei in Heilbronn am Neckar. 1957 begann eine Betonmastenproduktion in Neumarkt in der Oberpfalz. Zur Produktion von geschleuderten Masten aus glasfaserverstärktem Kunststoff (GFK) wurde 1975 die Kunststofffertigung ausgebaut.
1980 übernahm das Unternehmen ein Stahlmastenwerk in Regensburg und begann mit der Produktion von Stahlvollwandmasten. Produktionsstätten in Dinkelsbühl und Berlin wurden 1989 erworben und die Fertigung von konischen und zylindrischen Stahllichtmasten, zwei Jahre später die Stützenproduktion für architektonische Bauten aufgenommen. In Neumarkt wurde eine Schleuderbank für Schleuderbetonmasten bis 36 m Länge in Betrieb genommen.
1996 wurde die spanische Tochter PESA Telecom S.A. (heute PESA Europoles S.A. in Tarragona/Spanien) gegründet, 1998 ein Verkaufsbüro in Warschau/Polen (heute Europoles S.p.z o.o.) eröffnet und die zylindrische Mastproduktion von Berlin nach Dinkelsbühl verlegt. 1999 eröffnete eine Niederlassung in Lille/Frankreich (heute Europoles S.A.R.L.).
Ende 2004 übernahm die mittelständische VTC Industrieholding aus München die bis dahin zum Pfleiderer-Konzern gehörende Mastenproduktion. Anfang 2005 firmierte das fortan eigenständige Unternehmen in Pfleiderer Europoles GmbH & Co. KG um.
Im Jahr 2007 übernahm Europoles das Schweizer Unternehmen Nivatec GmbH (heute Europoles Suisse GmbH) und erweiterte das Produktangebot mit Absenksystemen für Flutlichtanlagen. 2008 baute Europoles eine eigene Produktionsstätte für Schleuderbetonmasten in Oman. In der Mitte desselben Jahres übernahm der Masthersteller die Beschichtungsfirma Merckx Oberflächentechnik aus Werl (NRW), die danach unter Eurocoatings GmbH firmiert.
Die ehemalige Zugehörigkeit zum Pfleiderer-Konzern wurde am 19. November 2008 mit der Umbenennung in Europoles GmbH & Co. KG beendet.
Im Jahr 2013 übernahm Europoles das polnische Unternehmen Kromiss-Bis (heute Europoles Kromiss).
Von April 2014 bis September 2015 lieferte Europoles 614 Betonsäulen für die Große Moschee von Algier.
Am 11. Oktober 2018 stellte das Unternehmen Antrag auf Insolvenz in Eigenverwaltung.
Am 1. April 2019 übernahm die Firmenfamilie Fuchs den Infrastrukturbereich und integrierte den Mastenhersteller in das eigene Produktportfolio.

Logo nach dem Einstieg eines Investors

## Standorte
Hauptverwaltung und Produktionsstandort ist Neumarkt i. d. OPf. Nach der Übernahme durch die Firmenfamile Fuchs bestehen Niederlassungen in Magdeburg, Esterwegen, Gladbeck, Mittelbiberach, Plochingen, Frankfurt und Bodenwöhr. Auslandsniederlassungen hat das Unternehmen in Dubai und St. Gallen/Schweiz.